# مهرزاد خواجه‌امیری
مهرزاد خواجه امیری (متولد ۲۹ شهریور ۱۳۶۶) آهنگساز و نوازنده سبک نیو ایج و ورلد موزیک است.

## زندگی‌نامه
مهرزاد خواجه امیری فعالیت هنری خود را از ۱۲ سالگی آغاز کرد. او از همان ابتدا با انتخاب پیانو به عنوان ساز تخصصی خود، اولین اثرش را با عنوان «معبد شرقی» ساخت. وی در ۱۷سالگی از موسیقی کلاسیک به ژانرهای موسیقی ملل، موسیقی سازی و نیو ایج گرایش پیدا کرد.
او در کارنامه خود، آهنگسازی برای فیلم‌های بازی به کارگردانی سروش صحت و قطعه میانی فیلم سینمایی ما همه گناهکاریم به کارگردانی حسن ناظر را دارد.
خواجه امیری همچنین قطعه «رویای زمستانی» را به سفارش شبکه اول سیما ساخت و با همین شبکه در ساخت قطعه مناسبتی سفره آسمانی برای ویژه برنامه ماه رمضان با نام شهر باران همکاری داشته‌است.
از دیگر فعالیت‌های هنری او آهنگسازی آلبوم هوا هوایم نیست اثر حیدر مستخدمین حسینی که در قالب دکلمه منتشر شده‌است را به عهده داشته و با حامد قربانی نیز در ساخت قطعه باور به عنوان آهنگساز و تنظیم‌کننده همکاری کرده‌است.

## جوایز
- کاندیدای دریافت جایزه رسانه بین‌المللی هالیوود در بخش بهترین آهنگساز سبک نیوایج جهان، برای قطعه کومیتیس، ۲۰۱۵[۸]
- مدال برنز بخش آهنگسازی جایزه جهانی موسیقی، برای قطعه قصه گوی شب، ۲۰۱۷[۹]
- مدال نقره بخش آهنگسازی جایزه جهانی موسیقی، ۲۰۱۹[۱۰]
- لوح و جایزه دوم موسیقی چهاردهمین جشنواره بین‌المللی رادیو در بخش مردمی[۱۱]

## کتابشناسی
مهرزاد خواجه‌امیری در سال ۱۳۹۰ با مطالعاتی که در خصوص بهترین ترانه‌های موفق دنیا انجام داد، درنهایت کتاب نگاهی به برترین ترانه‌های دنیا را منتشر کرد.
او دراین کتاب، متن اصلی و ترجمهٔ ترانه‌های هنرمندانی چون: متالیکا، ویتنی هیوستون، سلین دیون، اونسنس، جیمز بلانت را به‌همراه تحلیل‌هایی در مورد جنس ترانه و علت موفقیت آنها و مقایسه‌اش باترانه‌های ایرانی را بیان کرده‌است.

## آلبوم‌ها

### خالق – ۱۳۸۹
اولین آلبوم بی کلام مهرزاد خواجه امیری «خالق» نام دارد که در سال ۱۳۸۹ از سوی شرکت گلچین آوای شرق و نوانگار روانه بازار شده‌است.

### سایه سوم – ۱۳۹۲
آلبوم «سایه سوم» در سال ۱۳۹۲ تولید و روانه بازار شد که در آن مهرزاد خواجه امیری، علاوه بر خوانندگی؛ آهنگسازی و تنظیم قطعات آن را نیز بر عهده دارد.

### قاصدک – ۱۳۹۸
آلبوم قاصدک، به نوشته و دکلمه محمد علی بهمنی و آهنگسازی مهرزاد خواجه امیری